# Casas del Olmo
Casas del Olmo es una pedanía situada al sudeste de la provincia de Cuenca, a 1 km al este y 2.5 km al sur, de la provincia de Albacete, en un terreno llano, y pertenece al municipio de Villagarcía del Llano, en la comarca de La Manchuela. Pertenece al partido judicial de Motilla del Palancar. 
En 2014 tenía una población de 19 habitantes según los datos oficiales del INE.
La altitud de la pedanía es de 736 m s. n. m., la mayor de las poblaciones colindantes y al abrigo de los vientos del norte. El término de Casas del Olmo ocupa unas 2.560 hectáreas (25 millones de metros cuadrados) y hay una superficie construida de unos 37.500 metros cuadrados.

## Historia
Que la historia del pueblo es antigua se constata en los muchos restos encontrados en el Cerro del Tesoro, hoy diseminados en casas de particulares. A finales del siglo XIV ya se recogía de un conflicto sobre la dehesa del Valle (actual dehesa de Villar) entre su propietario y lugareños de Las Madrigueras, actual Madrigueras.
A principios del siglo XVIII se encontró nombrada la dehesa del Villar en algunos documentos como el privilegio de villazgo de Ledaña.
En el catastro de Ensenada del año 1752, ya aparece nombrada como Casa del Olmo y se dice que tiene 2 vecinos (dos cabeza de familia, por lo que unos diez habitantes) y que pertenece como aldea a Alarcón:
" ... en la Casa del Olmo dos vecinos, distante de esta villa seis leguas ... "
En muchos documentos de este siglo se la nombra como La Ensancha de Alarcón, y su territorio era mayor que el actual, lindando con pueblos con los que ahora no linda.
El año 1804 ya encontramos que aparece Casa del Olmo en el “Mapa Corográfico de la Provincia y Obispado de Cuenca, en Castilla La Nueva” de Mateo López.
En el diccionario Geográfico de Pascual Madoz de 1849 se dice que:
“... tiene 14 casas y una pequeña iglesia en la que dice misa los días festivos un sacerdote de algún pueblo comarcano pagado por los aldeanos ...”
Durante el reinado de Isabel II, por Real Orden de 3 de septiembre de 1861, Casas del Olmo se segregó de Alarcón y se unió a la jurisdicción de Villagarcía del Llano.
En el libro “Noticias conquenses” de J. Torres Mena de 1878, se dice que Casas del Olmo dista una legua de Villagarcía, cuenta con 25 edificios, 20 vecinos, 123 almas y que la categoría de la Parroquia es filial.
En 1923 se construye la carretera a Ledaña y Madrigueras. En 1929 se crea la primera escuela. En 1959 llega la luz eléctrica. En 1961 se construye la actual iglesia por ser muy pequeña la ermita y estar ruinosa. 
En 1986 se construye la carretera a Navas de Jorquera y se hace el nuevo pozo público. A mediados de la década de 1990 se asfaltan algunas de las calles.

## La ermita
La ermita de San Antonio de Padua debió de construirse sobre 1700 como necesidad espiritual para los primeros vecinos. Su fábrica es de tapiería y su planta de unos 50 metros. Constaba de un tamaril orientado al sur donde se reunían los vecinos. Tenía un pequeño campanario y dos pequeñas ventanas con rejas, una al lado derecho que da a un patio particular y otra al frente dando a la plaza.
En su interior hay numerosas pinturas, como las del altar y el arco interior de la iglesia, con alados querubines y flores de lis, además de la conocida del milagro de San Antonio ocurrido en la localidad, por el cual salvó la vida un aldeano al que pasó un carro por encima. En ella hay una inscripción en castellano antiguo y debajo se observa un dibujo con una galera tirada por dos caballos o mulos pasando por encima del aldeano.
La antigua y venerada imagen de San Antonio de Padua fue quemada durante la Guerra Civil.
Actualmente se usa de almacén y amenaza ruina.

## La Iglesia Parroquial

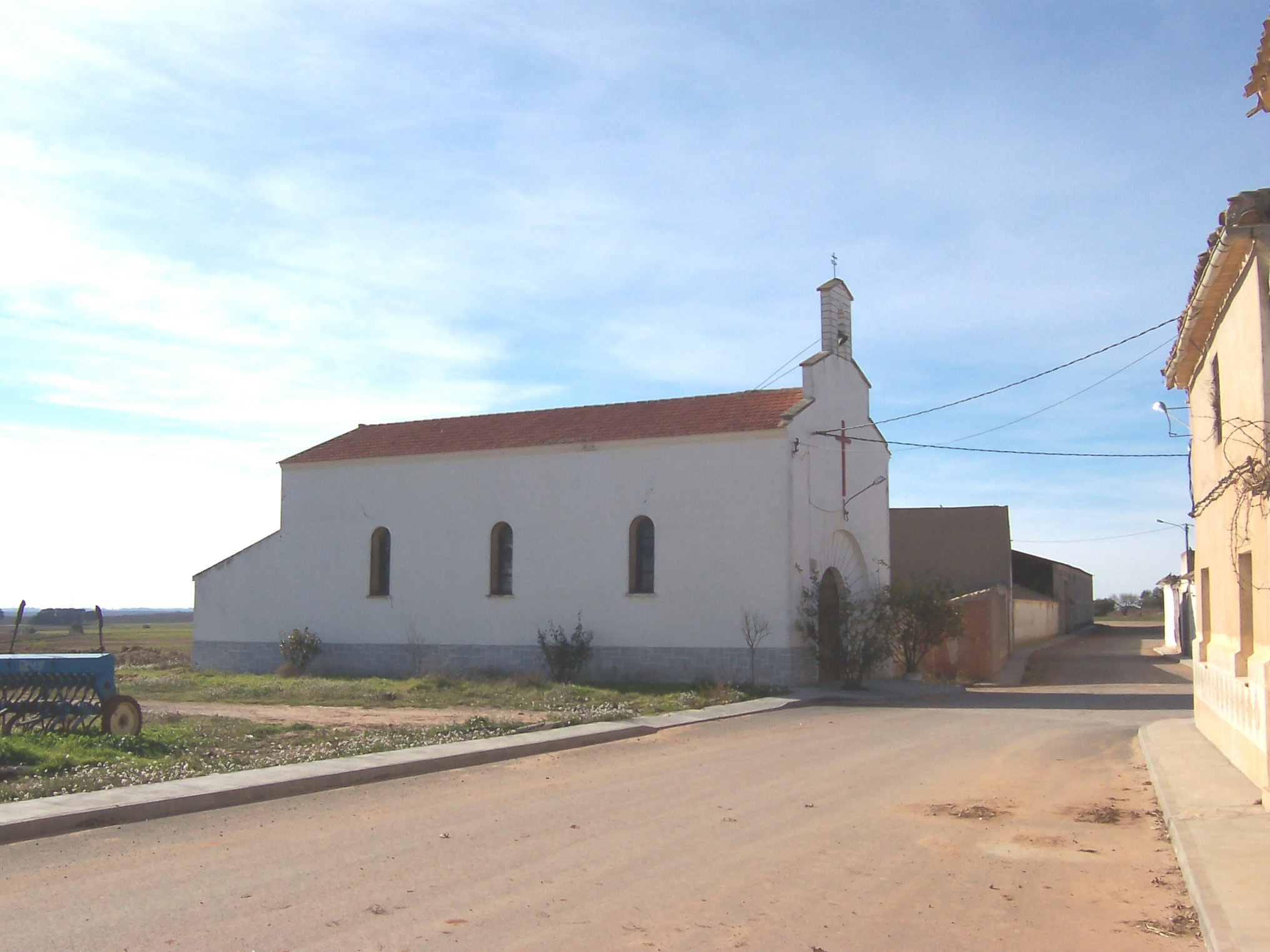
Iglesia Parroquial.

La Iglesia Parroquial actual es de construcción moderna y está dedicada a San Antonio Abad. Se terminó de construir en 1961 para dar mayor cabida a la población. Consta de una sola nave. La superficie de la iglesia es de 200m². Hay una sacristía al fondo de la nave, con dos puertas, una a cada lado del altar. Existen dos filas de bancos de madera. A la derecha de la entrada a la iglesia hay una pila bautismal de granito. 
Las imágenes existentes en la iglesia son las de San Antonio de Padua, San Isidro Labrador (cuya talla es prácticamente idéntica a la de Tarazona de la Mancha), la Inmaculada y Santa Bárbara, la única de antigüedad y valor.

## Fiestas
Las fiestas patronales están dedicadas a San Antonio de Padua y se celebran del 12 al 14 de junio. Comienzan el día 12 por la noche con la celebración de una Misa, la congregación de todos los vecinos alrededor de una hoguera en la plaza de San Antonio, y verbenas los 3 días en un local cercano. El día 13 es el principal y se celebra Misa con una procesión del patrón por el pueblo.
Durante el día, los mayores practican juegos tradicionales, como el tiro de la bola. El día 14 normalmente vuelve a haber Misa con procesión. Suelen llevar las andas del santo devotos que lo han ofrecido por promesa. Antiguamente se ofrecía para comer a los forasteros las sopas de leche durante las fiestas.
Actualmente, al salir de la iglesia se ofrece la típica caridad de pan con anís bendecida, la cual según tradición popular protege de las tormentas. A San Antonio acuden también las mozas casaderas para que les busque novio.

## Enlaces
- Página web de Casas del Olmo Archivado el 27 de mayo de 2016 en Wayback Machine.
- Página web de Villagarcia del Llano

- Datos: Q5755858
- Multimedia: Casas del Olmo / Q5755858